# Gregor VII.

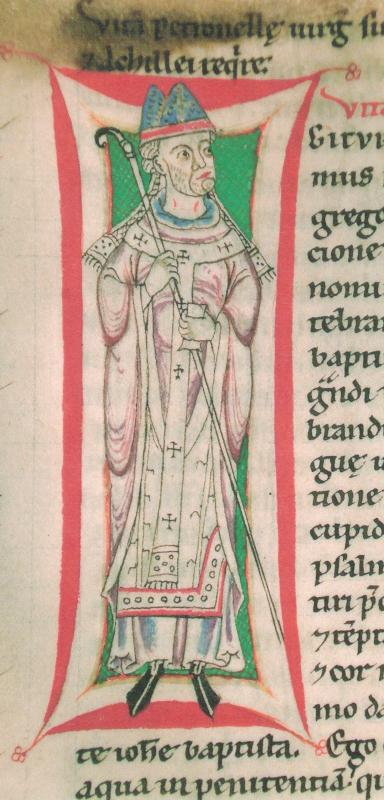
Darstellung Gregors VII. Beginn der Vita Gregorii VII. Pauls von Bernried, Heiligenkreuz, Stiftsbibliothek, Cod. 12, fol. 181v.

Gregor VII., ursprünglich Hildebrand (von Soana) (* zwischen 1025 und 1030 möglicherweise in Sovana; † 25. Mai 1085 in Salerno), war vom 22. April 1073 bis 1085 Papst. Wegen seiner Bedeutung für die Kirchenreformen des 11. Jahrhunderts, die nach ihm auch als „gregorianische“ Reformen bezeichnet werden, gilt er als einer der bedeutendsten, allerdings auch – schon zu Lebzeiten – als einer der umstrittensten Päpste der Kirchengeschichte. Petrus Damiani, ein enger Mitstreiter, bezeichnete ihn anerkennend und zugleich tadelnd als „heiligen Satan“, „Zuchtrute Gottes“ und „Höllenbrand“, verglich ihn mit einem Tiger, Löwen oder reißenden Wolf und hielt Widerstand gegen Gregor für zwecklos.

## Kirchliche Laufbahn
Zwischen 1025 und 1030 wohl in der Toskana geboren, war Hildebrand zunächst „Mönch“, wie er in zeitgenössischen Quellen genannt wird. Lange Zeit ging die Geschichtswissenschaft davon aus, Hildebrand sei Cluniazenser gewesen und habe in einem Kloster gelebt, das der Cluniazensischen Reform zuzurechnen ist. Die jüngere Forschung hat dies überzeugend in Frage gestellt und nimmt mittlerweile mehrheitlich an, dass Hildebrand als Kanoniker dem regulierten Klerus einer Bischofskirche angehörte, also ein Weltpriester war, der ein klosterähnliches Leben in der Klerikergemeinschaft eines Stifts führte. Die Kirchenreformbewegung war unter solchen Klerikern außerordentlich populär. Als Archidiakon der römischen Kirche wurde Hildebrand etwa ab Mitte des Jahrhunderts zu einer Schlüsselfigur der römischen Kirchenpolitik. Er war höchstwahrscheinlich auch Kardinal, aber es gibt keine mittelalterliche Quelle, die seine Titularkirche nennt.
Wie bei allen damaligen Reformern bestimmte der Kampf gegen Simonie und Priesterehen sowie den Einfluss von Laien auf das kirchliche Leben seine kirchenpolitischen Bestrebungen.
Im Jahr 1046 begleitete er den von ihm verehrten Papst Gregor VI., der durch die Synode von Sutri abgesetzt worden war, in die Verbannung nach Köln. Zwei Jahre später (1048) wollte Kaiser Heinrich III. Bruno von Egisheim-Dagsburg, den Bischof von Toul, zum neuen Papst ernennen. Dieser bestand hingegen darauf, möglicherweise auf Anraten Hildebrands, sich von Klerus und Volk wählen zu lassen und wurde erst dann (als Leo IX.) Papst. Bereits nach dessen Tod 1054 sollte Hildebrand zum Papst erhoben werden, der Kaiser ernannte jedoch Gebhard, den Bischof von Eichstätt; dieser nannte sich fortan Viktor II.

## Pontifikat

### Papstwahl
Am 21. April 1073 starb Papst Alexander II. Bei seiner Beisetzung am nächsten Tag rief das Volk von Rom: „Hildebrand soll Papst sein!“ Dieser wurde gleichentags in der Kirche San Pietro in Vincoli gewählt und unter dem Namen Gregor VII. als Papst inthronisiert. Mit dieser Inspirationswahl wurde das Papstwahldekret der April-Synode 1059 ignoriert, in dem bestimmt war, dass der Papst von den Kardinälen zu wählen sei, und außerdem die Zustimmung des römisch-deutschen Königs erheischt.

### Weltliche Politik
Im zweiten Jahr nach seiner Inthronisation schmiedete Gregor Pläne, mit einem Heer in Byzanz, das von Seldschuken überrannt zu werden drohte, zu intervenieren. Dies wird von einigen Historikern als der erste Aufruf zu einem Kreuzzug überhaupt interpretiert. Den Kreuzzug wollte Gregor selbst nach Osten führen. Die Leitung der westlichen Christenheit beabsichtigte der Papst für die Zeit seiner Abwesenheit in die Hände des deutschen Königs Heinrich IV. zu legen. Lokale Konflikte in Süditalien, eine Auseinandersetzung mit dem französischen König Philipp I. sowie die ablehnende Haltung der orientalischen Kirche gegenüber einer Vorherrschaft des Heiligen Stuhls in Rom machten eine Verwirklichung dieser Pläne jedoch unmöglich.

### Kirchenpolitik

#### Investiturstreit

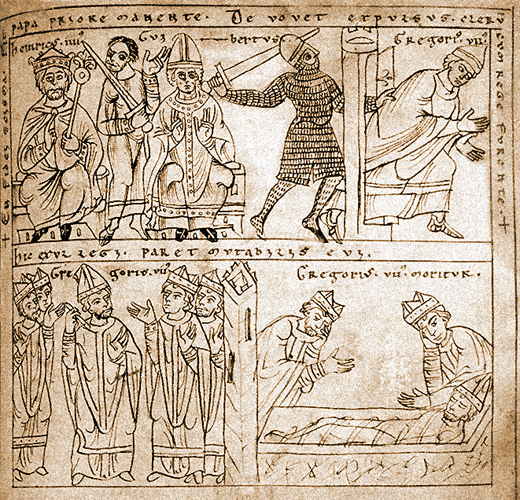
Otto von Freising, „Weltchronik“: Die Flucht Gregors VII. aus Rom 1084 (oben), Exil und Tod Gregors in Salerno (1085) (unten), 1177–1185, Jena, Thüringer Universitäts-Landesbibliothek: Ms. Bos. q. 6, fol. 79r

Die Amtszeit dieses Papstes mündete in den sogenannten Investiturstreit, der für das Reich erst im Wormser Konkordat von 1122 beigelegt wurde. 1075 ließ Gregor VII. 27 Leitsätze, den Dictatus Papae, aufzeichnen, in denen er unter anderem die Vorrangstellung der geistlichen Gewalt gegenüber weltlichen Machthabern betonte. Auf der römischen Fastensynode im gleichen Jahr suspendierte Gregor VII. einzelne nicht erschienene deutsche Bischöfe und lud die fünf Räte Heinrichs IV., die bereits 1073 wegen der Maßnahmen des Königs bei der Besetzung des Erzbistums Mailand exkommuniziert worden waren, zur Verantwortung vor. Als Heinrich entgegen seinen Zusicherungen den Mailänder Erzstuhl erneut besetzte, sandte ihm Gregor ein ernstes Protest- und Mahnschreiben, das am Jahresanfang 1076 am Königshof mit Empörung aufgenommen wurde.

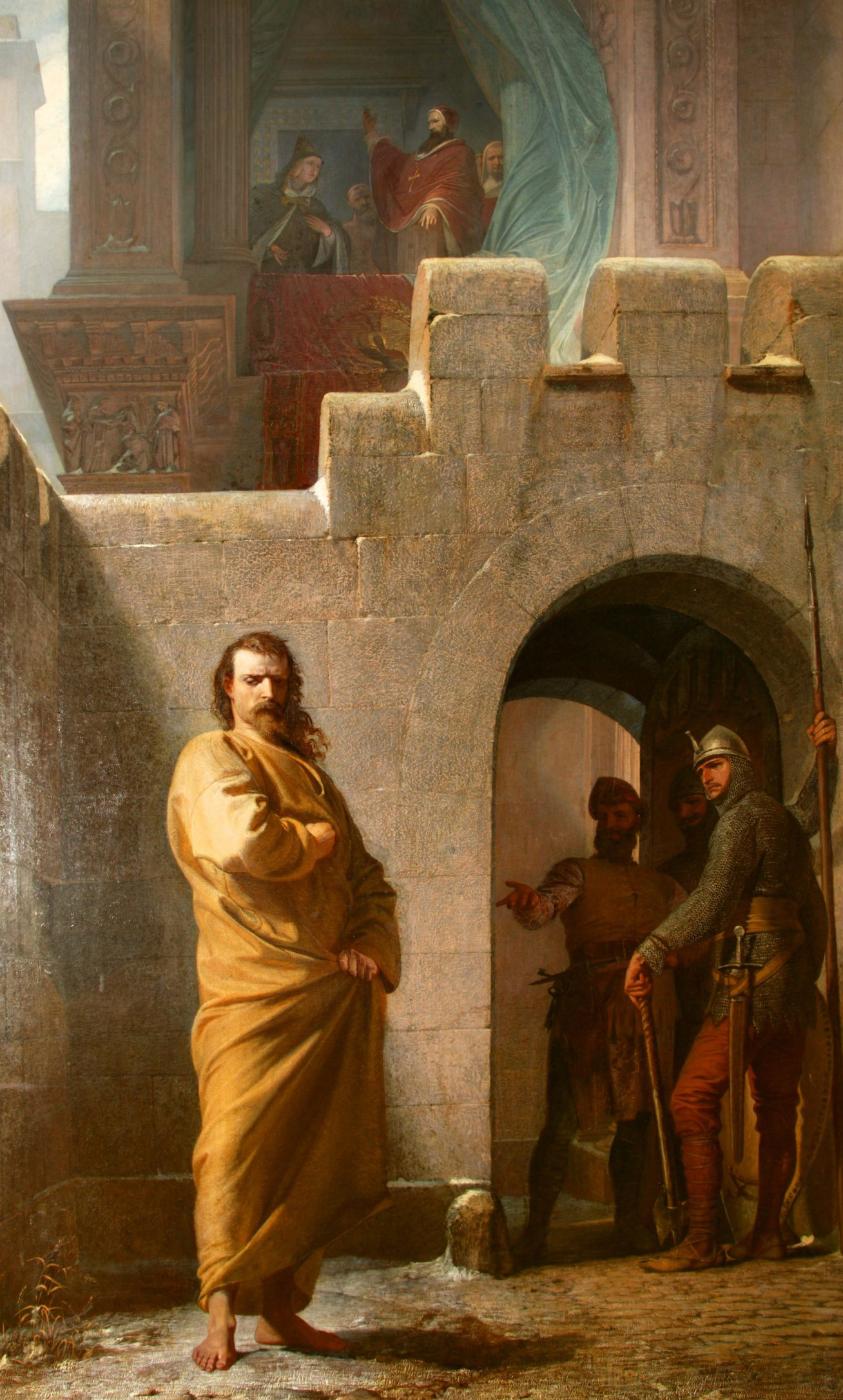
König Heinrich IV. vor der Burg Canossa, oben Gregor VII. (Gemälde von Eduard Schwoiser, 19. Jahrhundert)

Als Antwort auf wiederholte Vorhaltungen und Eingriffe des Papstes in Bistumsvorgänge nördlich und südlich der Alpen verfasste Heinrich auf einem Hoftag in Worms am 24. Januar 1076 ein Absageschreiben an Gregor, in dem er ihn mit den Worten „Steige herab, steige herab!“ (descende, descende) zur Abdankung aufforderte. Er argumentierte darin, dass der Papst im Gegensatz zum König nicht von Gott durch seine Geburt in sein Amt berufen, sondern von Menschen gewählt werde. Zahlreiche deutsche und oberitalienische Bischöfe unterstützten die Forderung. Gregor VII. belegte daraufhin Heinrich IV. und seine Anhänger umgehend mit dem Bann, was die politische Ordnung im Reich massiv erschütterte.
Um sein Königtum zu retten, zog der Salier daraufhin dem Papst entgegen, der selbst über die Alpen ziehen wollte, um an Beratungen der deutschen Gegner Heinrichs teilzunehmen. In der Burg Canossa traf Heinrich auf Gregor, der ihn nach dreitägigem Bußgang am 28. Januar 1077 vom Bann löste. Allerdings währte der neu gewonnene Frieden nicht lange – im Frühjahr 1077 wählten die deutschen Fürsten Rudolf von Rheinfelden zum Gegenkönig. Heinrich IV. forderte vom Papst den sofortigen Bann Rudolfs und drohte, andernfalls einen Gegenpapst zu ernennen. Gregor blieb lange unschlüssig und hielt sich beide Optionen offen, ohne die Versöhnung mit Heinrich zunächst aufzukündigen. Erst im März 1080 trat Gregor offen auf die Seite Rudolfs über, erklärte den König erneut für gebannt und abgesetzt, entband die Untertanen von ihrer Gehorsamspflicht und kündigte Heinrichs baldigen Tod an. Damit war der endgültige Bruch vollzogen. Heinrichs Heer erlitt zwar gegen die aufständischen Sachsen unter der Führung des Gegenkönigs Rudolf in der Schlacht bei Hohenmölsen 1080 eine empfindliche Niederlage, doch schwächte der Tod Rudolfs, verursacht durch eine im Kampf zugefügte Verletzung an der rechten Schwurhand, die Opposition massiv. Im darauf folgenden Jahr zog Heinrich IV. erneut nach Italien. Im März 1084 wurde Gregor VII. auf der Synode in Rom die päpstliche Würde abgesprochen, und er wurde exkommuniziert. Der auf der Brixener Synode des Jahres 1080 zum kaiserlichen Gegenpapst nominierte Erzbischof Wibert von Ravenna bestieg 1084 unter dem Namen Clemens III. den Papstthron und krönte Heinrich zum Kaiser, nachdem dieser Rom eingenommen hatte. Damit begann ein Schisma, das bis kurz nach dem Tod Wiberts im Jahr 1100 andauerte.
Während Kaiser Heinrich und der neue Papst gemeinsam im Lateran residierten, verschanzte sich Gregor in der Engelsburg. Nachdem die Normannen die Stadt erobert hatten und plündernd durch die Straßen gezogen waren, wurde Gregor von der stadtrömischen Bevölkerung vertrieben. Er verließ Rom mit kleinem Gefolge und zog sich nach Salerno zurück.

#### Einfluss in Skandinavien
Die Regierung Gregors erschöpfte sich nicht in der Austragung des Investiturstreites, der Italienpolitik und der Abwehr byzantinischer und arabischer Angriffe. Vielmehr hatte sie auch für die skandinavische Kirche große Bedeutung. Seine Politik verfolgte das Ziel, die Landeskirchen zu stärken und allmählich vom Missionsstatus, gemäß dem sie dem Erzbistum Hamburg-Bremen unterstanden, zu emanzipieren. In seinen Briefen an die dortigen Könige bat er um Entsendung von Bischöfen oder gelehrten Klerikern, die ihn über die tatsächlichen Verhältnisse vor Ort unmittelbar unterrichten könnten. Ebenso unterhielt Gregor rege briefliche Kontakte mit osteuropäischen Königen und Fürsten. Bei diesen Initiativen ging es ihm auch um die Stärkung der Kurie als Zentralgewalt. Sie sollte das jurisdiktionelle Zentrum der Weltkirche und prägende Zentrum der Völker werden. Ihm schwebte als Fernziel eine selbständige Kirchenorganisation in allen drei nordischen Reichen vor, die vom Deutschen Reich und der Reichskirche unabhängig unmittelbar an den Papst gebunden sein sollte. Dabei übersah er jedoch, aus heutiger Sicht ideologisch und machtpolitisch übermotiviert, dass seine radikalen Methoden und sein Anspruch der Suprematie (Vorrangstellung) der geistlichen Gewalt gegenüber der weltlichen Macht der Laien empfindlich in Bereiche vordrang, die sich längst mit eigenen Ansprüchen gleichberechtigt neben der römischen und kirchlichen Gewalt zu emanzipieren versucht hatten.

#### Allgemeine Bewertung
Die Regierung Gregors war erstmals unmittelbar von dem das Hochmittelalter bestimmenden Gegensatz zwischen Papst und Kaiser geprägt, der letztlich erst in den Zeitaltern der Renaissance, der Reformation und der Aufklärung gelöst wurde und zu der im ursprünglich christlich geprägten Westen heute geläufigen Trennung von Kirche und Staat führte. Unter Gregor VII. erreichte der Anspruch des Papsttums auf weltliche und geistliche Führung der Christenheit (siehe Papstprimat) einen Höhepunkt, insbesondere durch den Dictatus Papae von 1075.

## Tod
Am 25. Mai 1085 starb Gregor VII. in Salerno, ohne seine Überzeugungen preisgegeben zu haben. Seine Grabinschrift lautet: “Dilexi iustitiam et odivi iniquitatem; propterea, morior in exilio.” (deutsch: „Ich liebte die Gerechtigkeit und hasste das Unrecht, so sterbe ich in der Verbannung“). Als Kehrseite zum bitteren Anklang dieser Worte waren diese auch als Ausdruck seiner selbstbestimmten Heilszuversicht zu verstehen. Die Inschrift spielt an auf Psalm 45,8 : „Du liebst das Recht und hasst das Unrecht, darum hat Gott, dein Gott, dich gesalbt mit dem Öl der Freude wie keinen deiner Gefährten.“ Noch auf dem Sterbebett soll er den Anwesenden zwei Wunschnachfolger benannt haben: Erzbischof Hugo von Lyon und den Abt Desiderius von Montecassino, der in Salerno selbst anwesend war und ihm als Viktor III. schließlich auf den Papstthron folgen sollte.
Gregors Überreste befinden sich heute im Dom von Salerno. 

## Verehrung
1606 wurde Gregor VII. von Papst Paul V. heiliggesprochen. Die Kanonisation erklärt sich wohl auch aus der propagandistischen Stärkung der damaligen Strömung der Gegenreformation. Sein Todestag ist ein (nicht gebotener) Gedenktag (25. Mai) der katholischen Kirche.
Nur wenige Kirchen tragen das Patrozinium Gregors VII. Nachdem im Bismarckschen Kulturkampf zum 800. Jahrestag von Canossa 1877 auf dem Großen Burgberg in Bad Harzburg die Canossasäule errichtet worden war („Nach Canossa gehen wir nicht!“), erhielt der erste nachreformatorische katholische Kirchenneubau der Region in Bad Harzburg-Bündheim 1880 den Namen St. Gregor VII.